# フォッカー W.2
フォッカー W.2
- 用途：試作偵察飛行艇
- 設計者：パルム[1]
- 製造者：フォッカー
- 運用者：フォッカー
- 生産数：1
- 生産開始：1913年[2]
- 運用状況：解体

フォッカー W.2（Fokker W.2）は、ドイツの試作飛行艇。採用には至らなかったが、ドイツ海軍に対して初めてフォッカーが提案した機体である。
1914年8月のドイツ海軍の複葉偵察飛行艇計画に応募するために設計された、二人乗りの飛行艇である。フォッカー M.4の設計者であるパルムが設計を行った。
フォッカー W.1に続く一半葉機であるが、控え線で保持されエルロンのある上翼は機体上方に、短い下翼は機体の下方にそれぞれ機体それ自体から離して設けられた。控え線の支柱は主翼の上部に左右各1本であった。結果、機体は上下の主翼の中間に位置することになった。フロートは下翼から下に支柱を用いて2基1組を張り出し、これに機体後方下部の1基を加えた3基で、機体自身から得られる浮力を補っていた。メルセデス製100馬力水冷エンジン、鋼管用の素材を溶接して作られた機体、平らな側面などにM.4との共通点が見られている。
採用試験に臨むべくシュヴェリナー湖でテスト飛行を行っていたが、M.4と同様に問題があるとしてフォッカー自身によって計画は打ち切られた後、解体された。解体されたパーツは水上機フォッカー W.3の開発に用いられた。